# Siskiyou-Zypresse
Die Siskiyou-Zypresse (Cupressus bakeri, Syn.: Hesperocyparis bakeri (Jeps.) Bartel), auch Modoc-Zypresse oder Bakers Zypresse genannt, ist eine Pflanzenart der Gattung Zypressen (Cupressus). 

## Vorkommen
Die Siskiyou-Zypresse kommt in den USA endemisch in einem Gebiet in Nordkalifornien (Siskiyou County, Modoc County, Shasta County und Plumas County) sowie im südwestlichen Oregon (sehr vereinzelt in Josephine County und Jackson County) vor. Sie wächst gewöhnlich in kleinen, verstreuten Populationen, nicht in großen Wäldern, in Höhenlagen von 900 bis 2000 Meter. Es ist ein langsamwachsender Baum und daher auf Areale beschränkt, wo andere Pflanzen nur schwer Fuß fassen können, wie etwa auf Serpentin-Böden oder auf erkalteten Lava-Strömen.

## Beschreibung

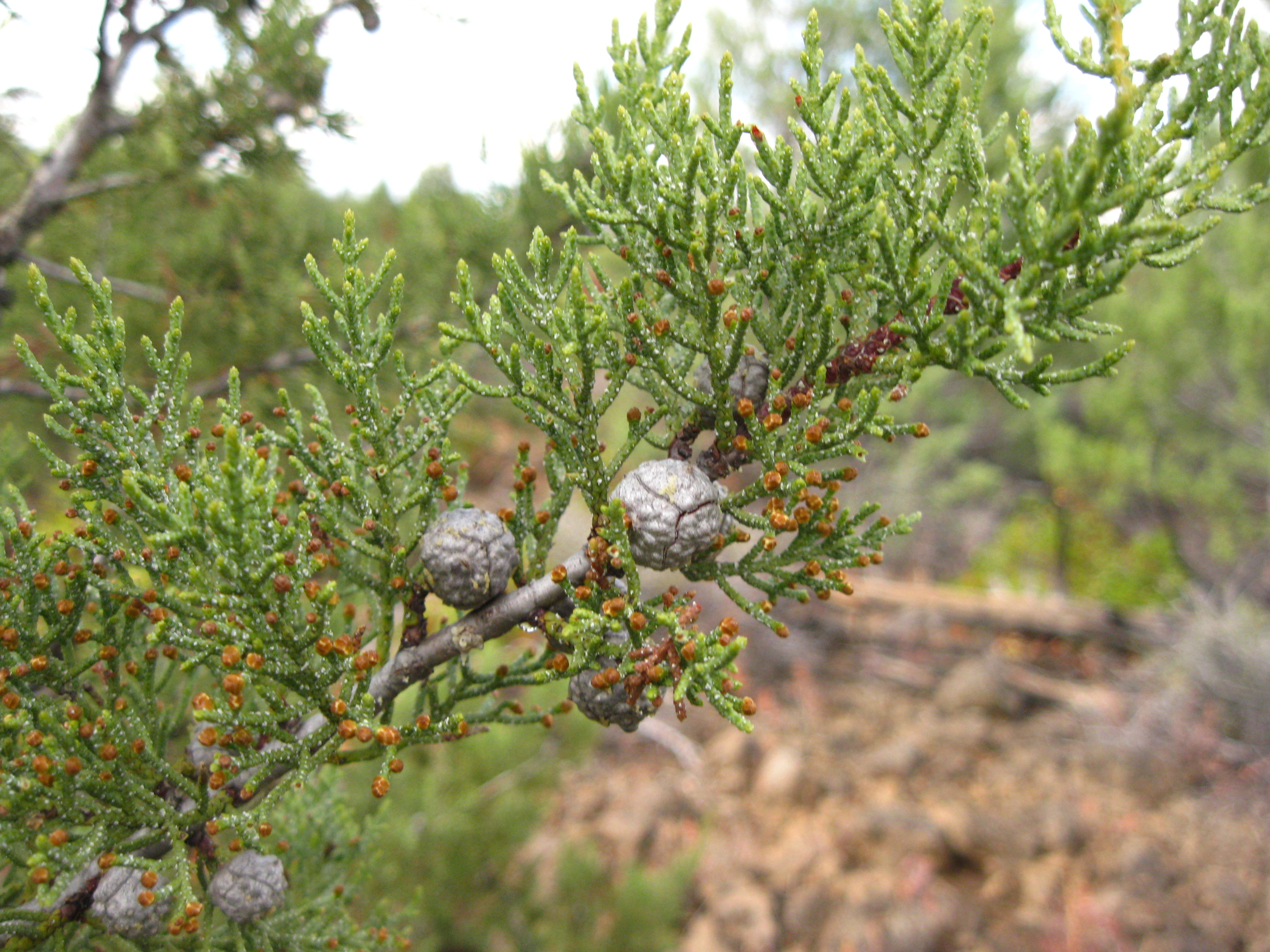
Blätter und Zapfen der Siskiyou-Zypresse

Die Siskiyou-Zypresse ist ein mittelgroßer, immergrüner Baum mit einer kegelförmigen Krone. Er erreicht Wuchshöhen von etwa 10 bis 25 m, in Ausnahmefällen bis 39 m und Stammdurchmesser von meist 50 cm, in seltenen Fällen 1 m.
Die schuppenartigen Blätter sind matt graugrün bis weißlich blaugrün, 2 bis 5 mm lang an rundlichen (nicht abgeflachten) Zweigen.  
Die Siskiyou-Zypresse ist einhäusig getrenntgeschlechtig (monözisch). Die Blütezeit ist Februar bis März. Männliche Zapfen sind 3 bis 5 mm lang. Die weiblichen Zapfen sind kugelig bis oval, 10 bis 25 mm lang, mit meist sechs oder acht (selten vier oder zehn) Zapfen-Schuppen, zuerst grün bis braun, 20 bis 24 Monate nach der Bestäubung graubraun ausreifend. Die Zapfen bleiben oft mehrere Jahre geschlossen am Baum, bis der Elternbaum durch ein Buschfeuer getötet wird. Die Sämlinge können dann auf dem nackten Erdboden  gut austreiben (Pyrophyten).